# 캉 전투 (1346년)
캉 전투(Battle of Caen)는 백년 전쟁의 일환으로 1346년 7월 26일 에드워드 3세가 이끄는 잉글랜드 왕국 군대가 프랑스가 점령한 캉과 노르망디 마을에서 행한 공격이다.
이 공격은 한 달 전 영국군이 노르망디에 상륙했을 때 시작된 에드워드 3세의 체보셰(Chevauchée)의 일부였다. 프랑스군은 바다에서 영국 수송선을 요격하는 데 실패했고 가스코뉴에 주둔한 15,000명 이상의 주군과 함께 기습을 당했다. 영국군은 캉을 공격하기 전에 사실상 아무런 저항도 받지 않았고 노르망디 대부분을 황폐화시켰다. 워릭 백작과 노샘프턴 백작이 지휘하는 12,000~15,000명으로 구성된 영국군의 일부가 조기에 캉을 공격했다. 이 수비대에는 1,000~1,500명의 군인이 주둔하고 있었고, 여기에는 알려지지 않은 수많은 무장한 마을 사람들이 보충되었으며, 프랑스 대순관이자 외 백작인 라울이 지휘했다. 마을은 첫 번째 공격으로 점령되었다. 일반 군인과 마을 사람들 중 5,000명이 넘는 사람들이 목숨을 잃었고, 몇몇 귀족들이 포로로 잡혔다. 이 마을은 5일 동안 약탈당했다.
도시를 습격한 지 5일 만에 영국군은 센 강으로 진군했다. 8월 12일까지 그들은 파리에서 32km 떨어져 있었다. 북쪽으로 선회한 후 그들은 8월 26일 크레시 전투에서 프랑스군을 크게 격파했다. 그 후 영국군은 성공적인 칼레 포위 공격을 시작했고 이는 남은 전쟁에 큰 영향을 미쳤다.